# Johann Justus Dietz
Johann Justus Dietz, vulgo Lumpen-Jost oder „Han-Jost“ (* 26. Mai 1789 in Aßlar; † 24. März 1813 in Gießen) war ein Räuber, Dieb und „eines der Hauptmitglieder der Wetterauer Gaunergesellschaft“.

## Herkunft
Sein Vater Heinrich Dietz, Korbmacher und Hirte, steckte das Haus der Familie an, wobei zwei kleine Kinder starben. Johann Justus Dietz wurde Lumpen-Jost genannt, weil er in der Gegend um Gießen und Wetzlar Lumpen sammelte. Solche ambulant ausgeübten Berufe waren für das Gaunerwesen typisch, da sie die Möglichkeit boten, günstige Gelegenheiten für Einbrüche, Überfälle etc. auszukundschaften. Es gab im Hessischen z. B. die Lumpensammlerbande des Anton Röttcher, genannt Lumpensammler-Anton.
Auch die Schwester von Johann Justus Dietz, Catharine, kam mit dem Gesetz in Konflikt. Sie war die „Beyschläferin“ von Johann Heinrich Becker aus Eckartsborn, genannt „Weiskopf“, einem Mitglied der Vogelsberger Bande. Mit ihm saß sie 1811 in Gießen ein, kam aber wieder frei. Der Bruder Caspar Dietz wird ebenfalls zu den Räubern des 19. Jahrhunderts gezählt. Er war 1813 nassauischer Soldat.

## Straftaten
- Seinen ersten Überfall verübte Johann Justus Dietz als 19-Jähriger in Nonnenroth, wo er einen Kessel und Wäsche stahl. Er schloss sich jetzt dem Schoden-Heinrich an. Gemeinsam begingen sie Einbrüche und Straßenräubereien.
- 1809 versuchte Johann Justus Dietz vulgo Lumpen-Jost mit der Wetterauer Bande den Diebstahl eines Braukessels zu Ober-Widdersheim. Es beteiligten sich seine Kumpane Ludwig Funk aus Sellnrod, vulgo Selnröder Ludwig, Peter Görzel, vulgo Heiden-Peter, Conrad Anschuh, eigentlich Unschick, aus Rodheim und Schoden-Heinrich. Conrad Anschuh stammte aus dem nahe Ober-Widdersheim gelegenen Rodheim (Hungen) und hatte wohl Ortskenntnis. Sie wollten einen Braukessel rauben, scheiterten aber an einem wachsamen Hund und an der Dicke der Mauer, die sie durchbrechen mussten.[4]
- Am spektakulärsten war der große Straßenraub bei Kleinrechtenbach im Juni 1809, bei dem die Opfer von den beteiligten elf Räubern schwer misshandelt wurden. Der Wert der Beute betrug 2.500 Gulden. Geteilt wurde in einer Diebsherberge bei Münzenberg.[5]
- Anfang 1809 brachen Johann Justus und Schoden-Heinrich in das Pfarrhaus in Muschenheim ein, stahlen 18 Zinnteller und -löffel und mehrere Schüsseln. Die Beute verkauften sie an einen Münzenberger Juden.
- In Heldenbergen misslang ihnen zwar der Einbruch bei einem Krämer, jedoch brachen sie im gleichen Ort in einem Wirtshaus mit Brennerei ein und stahlen das kupferne Branntweingeschirr.
- Einen Waschkessel und zwanzig Hemden erbeutete er mit Konrad Anschuh in Gambach.
- In Dorf-Güll raubte er einen Waschkessel und einige Tücher,
- in Rabertshausen einige Branntweinhüte,
- in Göbelnrod erbeutete er mit dem Harbacher Hannes einen kupfernen Waschkessel und 105 Ellen Tuch.
- Johann Justus Dietz stahl 1809 „einige Schaafhäute“ vom Grund-Schwalheimer Hof.[6]

## Gefangennahme und Ende
Nach intensiver Suche auch mit Steckbriefen konnte Dietz in Bellersheim gefasst werden. Er wurde am 7. Januar 1812 ins Stockhaus nach Gießen gebracht. Anfangs leugnete er hartnäckig, der gesuchte Johann Justus Dietz zu sein. Doch schließlich gestand er 32 Verbrechen. Der vernehmende Richter bezeichnete ihn als „roh, dumm, grausam“.
Den 24. März 1813 wurden Johann Justus Dietz, Ludwig Funk und ihre Räuberkollegen Johann Adam Frank, Johann Georg Gottschalk, Conrad Anschuh, der Heidenpeter und Johannes Borgener zum Tode durch das Schwert verurteilt und in Gießen hingerichtet. Dietz war damals knapp 24 Jahre alt.